# NYC (gruppo musicale)
NYC è una boy band giapponese formata da Ryōsuke Yamada e Yūri Chinen del gruppo Hey! Say! JUMP e Yūma Nakayama nel 2010. In precedenza, c'era stato un gruppo di sette membri NYC Boys formato il 7 giugno 2009, per promuovere il World Grand Prix 2009, durante il quale avevano interpretato il brano NYC a Tokyo ed Osaka prima di ogni partita.

## Storia
Il 7 giugno 2009, al concerto "Forum Shinkiroku!! Johnny's Jr. 1 Day 4 Performances Yaruzo!", fu annunciato che Ryōsuke Yamada e Yūri Chinen del gruppo Hey! Say! JUMP si sarebbero uniti a Yūma Nakayama dei w/B.I.Shadow per formare il gruppo NYC Boys. Il 15 luglio 2009, è stato pubblicato il loro primo singolo NYC/Akuma na Koi (NYC era stato il tema del World Grand Prix 2009), sigla del dorama Koishite Akuma che vede protagonista lo stesso Yuma Nakayama. Durante l'annuncio della nascita dei NYC Boys, fu detto che il gruppo sarebbe stato soltanto "momentaneo", attivo soltanto per il periodo del mondiale di pallavolo . Tuttavia, dopo la fine del torneo, i membri del gruppo si sono riuniti spesso per interpretare i propri brani.
A novembre, i media hanno annunciato che il gruppo sarebbe stato ospite presso la popolare trasmissioni musicale giapponese Kōhaku Uta Gassen, il 31 dicembre 2009. Il gruppo, successivamente continua ad apparire in varie trasmissioni, finché il 1º gennaio 2010 viene annunciato che il gruppo sarebbe rimasto attivo a tempo indeterminato, e che Ryōsuke Yamada e Yūri Chinen avrebbero comunque portato avanti la loro carriera tanto negli Hey! Say! JUMP che nei NYC Boys. Tuttavia il gruppo sarebbe andato avanti senza i B.I.Shadow.
Il 7 aprile 2010 viene pubblicato il singolo Yūki 100%, sigla d'apertura dell'anime Nintama Rantarō. Il singolo arriva alla prima posizione della classifica Billboard Billboard Japan Hot 100 e della classifica dei singoli più venduti Oricon. Seguono i singoli Yoku Asobi Yoku Manabe e Yume Tamago, che bissano la prima posizione nella classifica Oricon.

## Membri
Membri attuali
- N Nakayama Yuma
- Y Yamada Ryosuke
- C Chinen Yuri

Membri precedenti
- Boys
  - Kento Nakajima
  - Kikuchi Fuma
  - Hokuto Matsumura
  - Yugo Kochi

## Discografia

### Singoli
- 2009 - NYC
- 2010 - Yūki 100% (勇気100%?)
- 2011 - Yume Tamago (ユメタマゴ?)
- 2012 - Wonderful Cupid/Glass no Mahō (ワンダフル・キューピット/がらすの・魔法?, Wandafuru kyūpitto/Magic of Glass)
- 2012 - Haina!